# Symfonie nr. 24 (Mjaskovski)
De Russische componist Nikolaj Mjaskovski schreef zijn Symfonie nr. 24 in f-mineur van maart 1943 tot 24 augustus 1943. De symfonie staat in het teken van het overlijden van zijn vriend Vladimir Dersjanovski, tevens muziekuitgever en musicoloog. Toen Dersjanovski overleed in september 1942, zat Mjaskovski nog in Froenze, Kirgizië vanwege het beleg van Moskou. Pas in december van dat jaar mocht Mjaskovski naar Moskou. Toen hij eenmaal begon, wachtte hem opnieuw een slechte tijding. Sergej Rachmaninov was overleden. Mjaskovski ging niet bij de pakken neerzitten en kwam met een sobere, doch redelijk montere symfonie. De delen 1 en 3 bevatten zelfs fanfares, over het algemeen een teken van heldhaftigheid. Het verdriet wordt verwerkt in deel 2. Alhoewel grotendeels in f-mineur eindigt de symfonie op een F-majeur-akkoord. De première werd gegeven in het Conservatorium van Moskou door Jevgeni Mravinski.

## Delen
1. Allegro deciso
2. Molto sostenuto
3. Allegro appassionato

## Discografie
- Academisch Symfonieorkest van de Russische Federatie o.l.v. Jevgeni Svetlanov ( Melodiya SUCD 10 00474 / Olympia 744 / Alto ALC 1024 / Warner 2564 69689-8)
- Moskous Filharmonisch Orkest o.l.v. Dmitri Yablonski (Naxos 8.555376)
- Staats Academisch Symfonieorkest van Sint Petersburg o.l.v. Aleksandr Titov (Northern Flowers NF/PMA9971)

Symfonie nr. 1 · 2 · 3 · 4 · 5 · 6 · 7 · 8 · 9 · 10 · 11 · 12 · 13 · 14 · 15 · 16 · 17 · 18 · 19 · 20 · 21 · 22 · 23 · 24 · 25 · 26 · 27